# Talen Horton-Tucker
Talen Jalee Horton-Tucker (Chicago, 25 novembre 2000) è un cestista statunitense, professionista nella NBA con i Chicago Bulls.

## Carriera
Dopo aver trascorso una stagione con gli Iowa State Cyclones, nel 2019 si dichiara eleggibile per il Draft NBA, venendo chiamato con la 42ª scelta assoluta dagli Orlando Magic, che lo cedono subito ai Los Angeles Lakers, in cambio di una seconda scelta futura.

## Statistiche
| † | Denota le stagioni in cui ha vinto il titolo |

### NCAA
| Anno      | Squadra           | PG | PT | MP   | TC%  | 3P%  | TL%  | RP  | AP  | PRP | SP  | PP   |
| --------- | ----------------- | -- | -- | ---- | ---- | ---- | ---- | --- | --- | --- | --- | ---- |
| 2018-2019 | Iowa St. Cyclones | 35 | 34 | 27,2 | 40,6 | 30,8 | 62,5 | 4,9 | 2,3 | 1,3 | 0,7 | 11,8 |
| Carriera  | Carriera          | 35 | 34 | 27,2 | 40,6 | 30,8 | 62,5 | 4,9 | 2,3 | 1,3 | 0,7 | 11,8 |

#### Massimi in carriera
- Massimo di punti: 26 (2 volte)[2]
- Massimo di rimbalzi: 14 vs Illinois-Urbana-Champaign (20 novembre 2018)
- Massimo di assist: 8 vs Eastern Illinois (21 dicembre 2018)
- Massimo di palle rubate: 5 (2 volte)
- Massimo di stoppate: 3 (4 volte)
- Massimo di minuti giocati: 35 (2 volte)

### NBA

#### Regular Season
| Anno       | Squadra       | PG  | PT | MP   | TC%  | 3P%  | TL%  | RP  | AP  | PRP | SP  | PP   |
| ---------- | ------------- | --- | -- | ---- | ---- | ---- | ---- | --- | --- | --- | --- | ---- |
| 2019-2020† | L.A. Lakers   | 6   | 1  | 13,5 | 46,7 | 30,8 | 50,0 | 1,2 | 1,0 | 1,3 | 0,2 | 5,7  |
| 2020-2021  | L.A. Lakers   | 65  | 4  | 20,1 | 45,8 | 28,2 | 77,5 | 2,6 | 2,8 | 1,0 | 0,3 | 9,0  |
| 2021-2022  | L.A. Lakers   | 60  | 19 | 25,2 | 41,6 | 26,9 | 80,0 | 3,2 | 2,7 | 1,0 | 0,5 | 10,0 |
| 2022-2023  | Utah Jazz     | 65  | 20 | 20,2 | 41,9 | 28,6 | 75,0 | 3,2 | 3,8 | 0,6 | 0,4 | 10,7 |
| 2023-2024  | Utah Jazz     | 51  | 11 | 19,8 | 39,6 | 33,0 | 80,7 | 2,4 | 3,5 | 0,9 | 0,4 | 10,1 |
| 2024-2025  | Chicago Bulls | 58  | 0  | 12,5 | 45,7 | 33,6 | 73,5 | 1,7 | 1,4 | 0,4 | 0,2 | 6,5  |
| Carriera   | Carriera      | 305 | 55 | 19,5 | 42,7 | 29,9 | 77,1 | 2,6 | 2,8 | 0,8 | 0,4 | 9,2  |

#### Play-off
| Anno     | Squadra     | PG | PT | MP   | TC%  | 3P%  | TL%  | RP  | AP  | PRP | SP  | PP  |
| -------- | ----------- | -- | -- | ---- | ---- | ---- | ---- | --- | --- | --- | --- | --- |
| 2020†    | L.A. Lakers | 2  | 0  | 8,5  | 50,0 | 40,0 | -    | 2,5 | 0,0 | 1,0 | 0,0 | 7,0 |
| 2021     | L.A. Lakers | 4  | 0  | 12,0 | 45,8 | 20,0 | 60,0 | 3,5 | 0,5 | 0,3 | 0,0 | 6,5 |
| Carriera | Carriera    | 6  | 0  | 10,8 | 47,2 | 30,0 | 60,0 | 3,2 | 0,3 | 0,5 | 0,0 | 6,7 |

#### Massimi in carriera
- Massimo di punti: 41 vs San Antonio Spurs (29 marzo 2023)[3]
- Massimo di rimbalzi: 12 vs Milwaukee Bucks (17 novembre 2021)
- Massimo di assist: 11 vs Brooklyn Nets (10 aprile 2021)
- Massimo di palle rubate: 6 vs Orlando Magic (12 dicembre 2021)
- Massimo di stoppate: 4 vs Utah Jazz (16 febbraio 2022)
- Massimo di minuti giocati: 39 vs Milwaukee Bucks (17 novembre 2021)

### G League
| Anno      | Squadra          | PG | PT | MP   | TC%  | 3P%  | TL%  | RP  | AP  | PRP | SP  | PP   |
| --------- | ---------------- | -- | -- | ---- | ---- | ---- | ---- | --- | --- | --- | --- | ---- |
| 2019-2020 | South Bay Lakers | 38 | 38 | 29,8 | 42,5 | 30,9 | 74,3 | 6,2 | 4,0 | 1,4 | 0,6 | 18,1 |
| Carriera  | Carriera         | 38 | 38 | 29,8 | 42,5 | 30,9 | 74,3 | 6,2 | 4,0 | 1,4 | 0,6 | 18,1 |

## Palmarès
- Campionato NBA: 1

Los Angeles Lakers (2020)